# Radomir Novaković
Radomir Novaković (Servisch: Радомир Новаковић) (Mönchengladbach, 24 januari 2000) is een Duits-Servisch voetballer die als doelman voor FK Inđija speelt.

## Carrière
Radomir Novaković speelde in de jeugd van OFK Kikinda, 1. FC Mönchengladbach en Borussia Mönchengladbach. In 2017 vertrok hij naar Roda JC Kerkrade, waar hij in zijn eerste seizoen alleen voor Jong Roda JC speelde. Wel zat hij enkele wedstrijden in de Eredivisie op de bankt van het eerste elftal van Roda. In 2018 tekende hij een contract tot 2020. Novaković debuteerde op 30 oktober 2018, in de met 0-1 gewonnen uitwedstrijd voor de KNVB beker tegen SV Urk. In december 2018 veroverde hij een vaste basisplaats onder de lat, die hij aan het einde van het seizoen weer kwijtraakte aan Tom Muyters. Aan het einde van het seizoen 2019/20 speelde hij nog enkele wedstrijden, alvorens transfervrij naar het Servische FK Inđija te vertrekken. Hij tekende hier een contract tot medio 2022.

### Statistieken
| Seizoen                       | Club             | Land           | Competitie     | Competitie | Competitie | Beker | Beker | Overig | Overig | Totaal | Totaal |
| Seizoen                       | Club             | Land           | Competitie     | Wed.       | Dlp.       | Wed.  | Dlp.  | Wed.   | Dlp.   | Wed.   | Dlp.   |
| ----------------------------- | ---------------- | -------------- | -------------- | ---------- | ---------- | ----- | ----- | ------ | ------ | ------ | ------ |
| 2017/18                       | Roda JC Kerkrade | Nederland      | Eredivisie     | 0          | 0          | 0     | 0     | 0      | 0      | 0      | 0      |
| 2018/19                       | Roda JC Kerkrade | Nederland      | Eerste divisie | 15         | 0          | 2     | 0     | –      | –      | 17     | 0      |
| 2019/20                       | Roda JC Kerkrade | Nederland      | Eerste divisie | 4          | 0          | 2     | 0     | –      | –      | 6      | 0      |
| 2020/21                       | FK Inđija        | Servië         | Superliga      | 3          | 0          | 1     | 0     | –      | –      | 4      | 0      |
| Carrièretotaal                | Carrièretotaal   | Carrièretotaal | Carrièretotaal | 22         | 0          | 5     | 0     | 0      | 0      | 27     | 0      |
| Bijgewerkt op 10 januari 2021 |                  |                |                |            |            |       |       |        |        |        |        |